# Język tondano
Język tondano (a. tondanou, toundano), także toulour (a. tolou, tolour) – język austronezyjski używany w prowincji Celebes Północny w Indonezji, na południe od języka tonsea. Należy do grupy języków filipińskich.
Dzieli się na trzy dialekty: tondano właściwy, kakas (ka’kas) i remboken (rembokan). Pierwszy z nich na największy zasięg geograficzny (miasto Tondano oraz tereny na północ i wschód od jeziora Tondano), a pozostałe dwa są skoncentrowane na wsiach Kakas (na południu) i Rembokan (na zachodzie). Różnice między nimi dotyczą przede wszystkim cech fonologii. Sporadycznie używana nazwa „toulour” (dosł. „ludność jeziora”) pochodzi z języka tombulu. Sama społeczność posługuje się nazwą „toundano”. Według innego ujęcia nazwa „tondano” odnosi się do dominującego dialektu, a „toulour” to określenie całego języka.
Na poziomie leksykalnym wykazuje znaczne wpływy malajskiego i języków europejskich (m.in. niderlandzkiego). Występują też zapożyczenia z języków tombulu i ternate.
Jest poważnie zagrożony wymarciem, znajduje się bowiem pod presją malajskiego miasta Manado. W końcowych dekadach XX w. wszelkie dane wskazywały na postępującą ekspansję malajskiego i zanik rodzimych języków prowincji. W latach 90. XX w. stwierdzono dominację innych języków (malajskiego miasta Manado, indonezyjskiego) w wielu sferach życia, zwłaszcza wśród osób młodszych; jednocześnie tondano pozostawał w użyciu w kontaktach nieformalnych i uroczystościach tradycyjnych. Według szacunków z XXI w. językiem tondano posługuje się 10 tys. osób, w większości przedstawicieli starszego pokolenia. Jeszcze w drugiej połowie XX w. podawano, że ma 60–90 tys. użytkowników.
Został udokumentowany w literaturze, przy czym publikacje anglojęzyczne nie są zbyt liczne. Sporządzono słowniki (Kamus Tondano-Indonesia, 1985; Kamus Malayu Manado-Indonesia-Toundano, 2005), a także opisy jego gramatyki (Tondano Phonology and Grammar, 1975 ; Struktur bahasa Tondano, 1992 ; Tondano (Toundano), 2023 ). Lokalny autor F.S. Watuseke napisał szereg artykułów nt. tego języka, zebrał również pewne materiały tekstowe. Tondano jest zapisywany alfabetem łacińskim (przy użyciu zasad pisowni indonezyjskiej), aczkolwiek jedynie sporadycznie. Nie wypracowano konwencji ortografii.